# Quinquinella
Quinquinella es un género de foraminífero bentónico considerado un sinónimo posterior de Triloculinella de la subfamilia Miliolinellinae, de la familia Hauerinidae, de la superfamilia Milioloidea, del suborden Miliolina y del orden Miliolida. Su especie tipo era Renoidea glabra. Su especie-tipo era Quinquinella hornibrooki. Su rango cronoestratigráfico abarca desde el Eoceno hasta la Actualidad.

## Clasificación
Quinquinella incluía a la siguiente especie:
- Quinquinella hornibrooki, aceptado como Triloculinella hornibrooki